# Carlos Ortiz (futbolista paraguayo)
Carlos Ortiz Alonso (Asunción, Paraguay, 19 de febrero de 1983) es un futbolista paraguayo. Juega de defensor y su equipo actual es el Club Aurora de la Liga de Fútbol Profesional Boliviano.

## Clubes
| Club                 | País     | Año           |
| -------------------- | -------- | ------------- |
| Sportivo San Lorenzo | Paraguay | 2001          |
| Cerro Porteño        | Paraguay | 2002-2003     |
| Sportivo Trinidense  | Paraguay | 2004-2006     |
| Rubio Ñu             | Paraguay | 2006          |
| Sportivo Trinidense  | Paraguay | 2006-2008     |
| 12 de octubre        | Paraguay | 2008          |
| 2 de mayo            | Paraguay | 2009          |
| Sport Colombia       | Paraguay | 2010          |
| Sportivo Luqueño     | Paraguay | 2010          |
| Blooming             | Bolivia  | 2011          |
| Sportivo Luqueño     | Paraguay | 2011          |
| Rubio Ñu             | Paraguay | 2012          |
| Aurora               | Bolivia  | 2012-2013     |
| Sportivo Ameliano    | Paraguay | 2016-presente |